# Cộng hòa Xô viết Sông Đông
Cộng hòa Xô viết Sông Đông là một nước Cộng hòa theo chế độ Xô viết nằm trong khuôn khổ Cộng hòa Xô viết Liên Bang Nga trong thời kỳ nội chiến Nga (1918-1921). Lãnh thổ của nó nằm ở vùng trung lưu và hạ lưu sông Đông với trung tâm là thành phố Rostov. Nước cộng hòa này chỉ tồn tại từ ngày 23 tháng 3 năm 1918 đến ngày 30 tháng 8 năm 1918.

## Lịch sử hình thành
Sau khi tàn quân của Quân đoàn tình nguyện Bạch vệ sông Đông và của Sư đoàn Bạch vệ Cossack của tướng Kaledin bị Hồng quân Xô viết đánh lui khỏi hạ lưu sông Đông, tướng Kaledin tự sát, ngày 25 tháng 2 năm 1918 (theo lịch mới), Cộng hòa Xô viết Nga dưới sự lãnh đạo của Vladimir Ilyich Lenin đã thiết lập chính quyền cách mạng ở vùng sông Đông. Ngày 23 tháng 3 năm 1918 (theo lịch mới) Ủy ban quân sự cách mạng vùng sông Đông đã tuyên bố thành lập nước Cộng hoà Sông Đông như một thành phần của Cộng hòa Xô viết Liên bang Nga. Tháng 4 năm đó, chính thể này được đổi tên thành Cộng hòa Xô viết Sông Đông.

## Thành lập chính quyền Xô viết
Ủy ban quân sự cách mạng vùng Sông Đông được coi là cơ quan lãnh đạo tối cao của nước cộng hòa, thực thi các chức năng quyền lực nhà nước của Xô viết toàn Nga trên vùng Sông Đông. Trong một sắc lệnh ngày 23 tháng 3 năm 1918 đã tuyên bố "Nước Cộng hòa Xô viết tự trị Sông Đông" là một thành phần trong đại gia đình các dân tộc thuộc Cộng hòa Xô viết liên bang Nga. Cũng trong sắc lệnh này, Ủy ban Quân sự cách mạng đã thành lập Hội đồng Dân ủy, có chức năng như chính phủ với thành phần như sau:
- Chủ tịch Hội đồng Dân ủy kiêm Dân ủy phụ trách quân sự: Fyodor Grigoryevioch Podtyolkov,
- Dân ủy phụ trách tư pháp: Mikhail Vasilyevich Krivoshlykov
- Dân ủy phụ trách Ủy ban chống phản Cách mạng: Andrei Shamov
- Phó chủ tịch Hội đồng dân ủy kiêm Dân ủy phụ trách kinh tế quốc dân: S. I. Syrtsov
- Dân ủy phụ trách công nghiệp: I. P. Babkin
- Dân ủy phụ trách giáo dục: I. A. Dorosh
- Dân ủy phụ trách nông nghiệp: Vlasov
- Dân ủy phụ trách tài chính: E. A. Bolotin
- Dân ủy phụ trách giao thông vận tải: P. E. Bezrukikh
- Dân ủy phụ trách bưu điện: Aleksandrov
- Dân ủy phụ trách y tế và cứu tế Đỏ: P. P. Zhuk
- Chánh văn phòng Hội đồng Dân ủy: Ya. Orlov

Trên danh nghĩa, V. S. Kovalev giữ chức vụ đứng đầu nước cộng hòa, được gọi là Chủ tịch ủy ban chấp hành trung ương Xô viết của nước Cộng hòa, được bầu làm thành viên của tổ chức Cossack Bolshevik. Tất cả các thành viên của Hội đồng dân ủy đều được hưởng lương khoảng 4.000 rub (cũ) một tháng (trị giá khoảng 10 USD theo thời giá năm 1918). Riêng Chủ tịch Hội đồng dân ủy được 4.300 rub/tháng. Nếu kiêm nhiệm thì chỉ được hưởng lương của chức vụ chính, không có phụ cấp. Tại đại hội đầu tiên của Ủy ban Xô viết vùng Sông Đông họp từ ngày 9 đến ngày 14 tháng 4 năm 1918, Xô Viết vùng Sông Đông đã công nhận Hội đồng dân ủy này. Ngày 16 tháng 4 năm 1918, theo đề nghị của Hội đồng Dân ủy CHXV Sông Đông, Ban chấp hành trung ương Xô viết toàn Nga đã cử Bộ trưởng Dân ủy phụ trách công nghiệp Grigory Konstantinovich Ordzhonikidze đến nước cộng hòa này để thực hiện chủ trương của Xô Viết tối cao toàn Nga việc công nghiệp hóa và quốc hữu hóa các doanh nghiệp.

## Quân Bạch vệ lật đổ chính quyền Xô Viết
Ngày 4 tháng 5 năm 1918, các tàn quân của Quân đoàn bạch vệ sông Đông đã tập hợp lại và thành lập chính phủ Cộng hòa Sông Đông, vạch kế hoạch thu hồi Rostov. Viên đại tá bạch vệ Mikhail Gordeevich Drozdovsky lưu vong ở România, được sự giúp đỡ của cơ quan đặc biệt nước ngoài đã về vùng sông Đông sau khi bay qua Biển Đen và đi bộ qua ngả Nakhichevan, lập căn cứ bạch vệ ở Novocherrkassk.
Tại khách sạn "Petrograd" (số nhà 128, phố Kazan tại thành phố Rostov), những người hoạt động bí mật của Drozdovsky bắt đầu tuyển mộ các tình nguyện viên với mức phụ cấp 200 rub/tháng đối với các cựu sĩ quan Nga hoàng và từ 25 đến 95 rub/tháng đối với các binh sĩ. Ngày 8 tháng 5 năm 1918, dưới sự yểm hộ của Lữ đoàn 52 Württemberg (Đức), lực lượng bạch vệ bất ngờ đánh úp và chiến Rostov, thủ đô của nước Cộng hòa.
Bị đánh bất ngờ, các đơn vị Hồng quân rút về Tsaritsyn, một bộ phận gồm hàng trăm binh sĩ rút về Bataisk. Chỉ trong tháng 7 năm 1918, tàn quân của Quân đoàn Bạch vệ sông Đông đã phá hủy các cơ cấu chính quyền của nước Cộng hòa Xô viết trẻ tuổi này với sự giúp đỡ của người Đức, chiếm đóng 1/3 lãnh thổ hạ lưu sông Đông, bao gồm cả Rostov, Nakhichevan, Taganrog, Millerovo, Chertkovo. Kiều dân Đức đã có cơ sở ở các thành phố này theo một hiệp định bí mật ngày 31 tháng 12 năm 1887 ký với chính phủ Sa hoàng và nó được hiệp ước Brest - Litovsk mặc nhiên thừa nhận cùng với ảnh hưởng của người Đức và người Áo tại Ukraina, bao gồm cả tỉnh Ekaterinoslav.
Chính phủ nước cộng hòa Xô Viết Sông Đông phải di tản về Tsaritsyn, sau dó đến đóng tại làng Veliko-Knyazheskaya đến cuối tháng 6 năm 1918.

## Chấm dứt tồn tại
Đến giữa tháng 8 năm 1918, Quân đoàn bạch vệ Sông Đông gồm hơn 60.000 quân do tướng Pyotr Nikolayevich Krasnov chỉ huy đã mở cuộc tổng tấn công và chiếm được hầu như toàn bộ lãnh thổ của CHXV Sông Đông. Hồng quân Xô viết phải rút về ranh giới các tỉnh Voronezh, Saratov và thành lập tại đây Phương diện quân Nam. Ngày 30 tháng 9 năm 1918, Ủy ban trung ướng Xô viết toàn Nga ra quyết định chấm dứt sự tồn tại của nước Cộng hòa Xô viết Sông Đông.
Tướng bạch vệ P. N. Krasnov tuyên bố thành lập nước Cộng hòa Cossack Sông Đông và tự phong làm quốc trưởng đầu tiên. Sau khi ông này từ chức, tướng bạch vệ A. P. Bogaevsky lên thay, thành lập chính phủ, tự phong làm thủ tướng và nói rằng ông ta thực hiện theo di chúc của viên tướng bạch vệ Ataman Alexei Maximovich Kaledil đã tự sát ngày 29 tháng 1 năm 1918.
Chính phủ bạch vệ này tồn tại cho đến khi Hồng quân Xô viết mở cuộc tổng phản công Nam tiến 1919-1920, chiếm lại Tsaritsyn, Rostov và toàn bộ vùng trung lưu, hạ lưu sông Đông.